# Dance (musikalbum)
Dance är det femte studioalbumet, och det tredje i eget namn, av Gary Numan, utgivet 1981. Det nådde 3:e plats på brittiska albumlistan, vilket bröt en svit av tre raka listettor på albumlistan. Som enda singel från albumet släpptes She's Got Claws, vilken nådde 6:e plats på singellistan.
Med albumet övergav Numan sin tidigare synthpopstil för en mer experimentell musik med inslag av ambient och jazz. Musiken är influerad av bland annat Brian Enos verk, särskilt hans soloalbum Another Green World och samarbetena med David Bowie på albumen "Heroes" och Low. På Dance medverkar bland andra Mick Karn (bas, saxofon) från gruppen Japan och Roger Taylor (trummor) från Queen.

## Låtförteckning
Alla låtar komponerade av Gary Numan utom Night Talk och Stormtrooper in Drag, som är komponerade av Gary Numan och Paul Gardiner.
1. "Slowcar to China" – 9:05
2. "Night Talk" – 4:26
3. "A Subway Called "You"" – 4:38
4. "Cry, the Clock Said" – 9:56
5. "She's Got Claws" – 4:58
6. "Crash" – 3:39
7. "Boys Like Me" – 4:16
8. "Stories" – 3:11
9. "My Brother's Time" – 4:38
10. "You Are, You Are" – 4:03
11. "Moral" – 4:33

Bonusspår på CD-utgåvan
1. "Stormtrooper in Drag" (med Paul Gardiner) – 4:59
2. "Face to Face" (med Dramatis, musikerna från Numans tidigare kompgrupp) – 3:46
3. "Dance" – 2:45
4. "Exhibition"  (B-sida "She's Got Claws" 12") – 4:24
5. "I Sing Rain" (B-sida "She's Got Claws" 7"/12") – 2:29